# Setsuko Inoue
Setsuko Inoue, född 16 september 1946 i Kanagawa prefektur, är en japansk före detta volleybollspelare.
Inoue blev olympisk silvermedaljör i volleyboll vid sommarspelen 1968 i Mexico City.